# محافظة سان خوان (جمهورية الدومينيكان)
محافظة سان خوان (بالإسبانية: Provincia de San Juan)‏ هي محافظة في جمهورية الدومينيكان، بلغ عدد سكانها 232,333 نسمة في إحصائيات 2010،  عاصمتها سان خوان دي لا ماغوانا، تبلغ مساحتها 3,569.39 كيلومتر مربع، رمزها البريدي هو 72000.